# Scarpe per organo
Le scarpe per organo sono un tipo di scarpe indossate da alcuni organisti, progettate per facilitare l'esecuzione all'organo per quanto riguarda la pedaliera. Dato che le scarpe per organo si indossano solo quando si è seduti allo strumento, l'uso di queste calzature particolari evita che la sabbia o la sporcizia raccolta possano segnare o sporcare i pedali.

## Descrizione
Le scarpe per organo sono aderenti, ma comode in modo da prevenire pressioni accidentali di più di un pedale alla volta. In genere hanno una suola di cuoio che permette all'organista di far scivolare i piedi più facilmente. La suola dovrebbe essere abbastanza sottile da poter sentire i pedali facilmente. Le scarpe per organo hanno un tacco a gradino, questo permette di poter suonare due note non adiacenti nello stesso istante e con lo stesso piede, e facilita l'esecuzione con la tecnica del punta - tacco.
Diverse compagnie come per esempio la Organmaster Shoes e la Tic-Tac-Toes creano scarpe progettate unicamente per suonare l'organo, benché tutto ciò che in realtà serve è una tomaia flessibile e una suola di cuoio sottile. Alcuni organisti usano scarpe da danza, come le Capezio.
Taluni organisti ritengono anche che indossare calzature appropriate possa prevenire fratture al metatarso, che è un tipo di frattura composta delle ossa causata da un'"insolita e ripetuta sollecitazione" di alcuni tipi di movimenti fisici. Questo è in contrasto con altri tipi di fratture, caratterizzate da un singolo impatto di grande energia.